# William Henry Playfair
William Henry Playfair (Londres, 15 de julio de 1790 - Edimburgo, 19 de marzo de 1857) fue uno de los arquitectos más importantes de Escocia del siglo XIX. Su padre James Playfair, también había sido arquitecto y su tíos fueron el científico John Playfair y el economista William Playfair. 
Dos de sus trabajos más destacados son de estilo neoclásico, la National Gallery of Scotland y la Royal Scottish Academy ubicadas en el centro de Edimburgo, Ambos edificios   transformaron completamente la fisonomía de la ciudad.

## Cronología de su obra

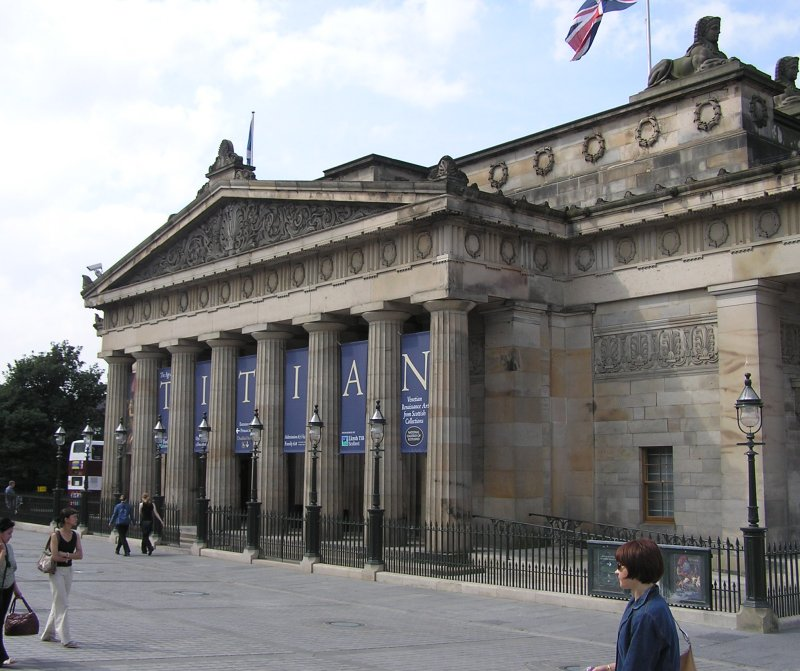
Imagen de Royal Scottish Academy Building vista desde el sur.

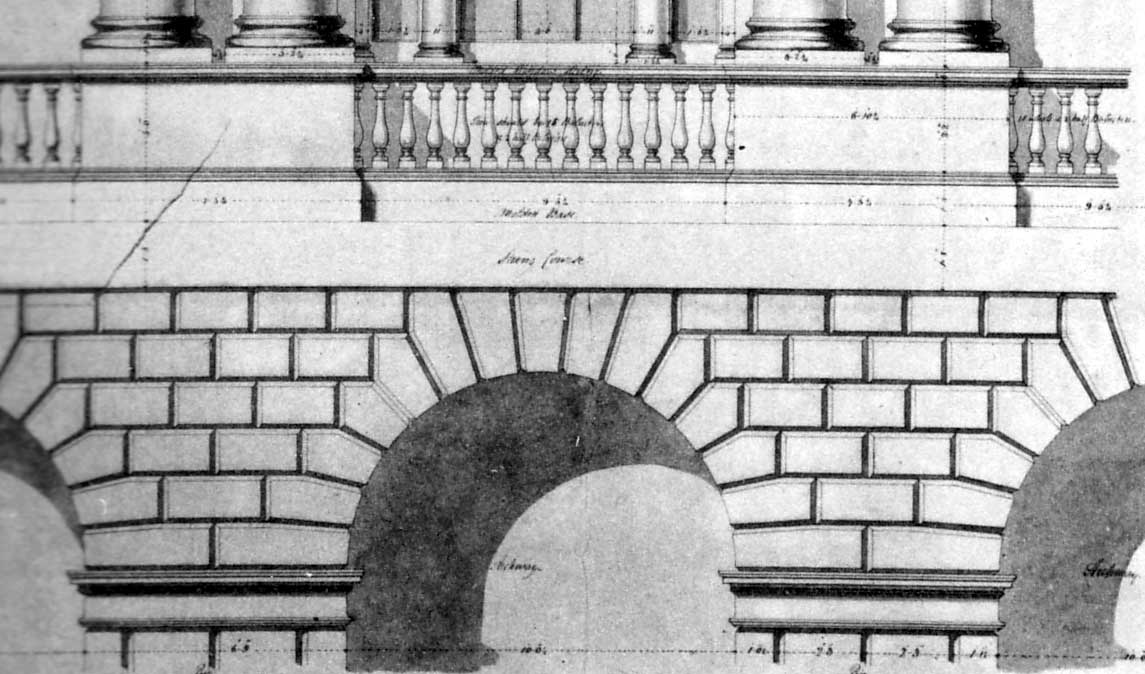
William Henry Playfair.

- 1817: nombrado arquitecto para completar el trabajo de diseño del Old College de la Universidad de Edimburgo, sobre la base de sus propuestas para completar los planos originales de Robert Adam. El edificio se terminó alrededor del año 1831.
- 1818: comisionado por la herencia del último capitán John McNabb para diseñar la Dollar Academy.
- 1822: comisionado por la Institución de fomento de las bellas artes de Escocia. El edificio se abrió en 1826 y es actualmente la Royal Scottish Academy Building, Edimburgo
- 1824: en colaboración con Charles Robert Cockerell, diseñó una réplica exacta del Partenón que iba a ser construida en la cumbre de Calton Hill as the National Monument, Edinburgh, monumento en memoria de los fallecidos en las Guerras napoleónicas. Sin embargo debido a la ausencia de fondos nunca fue finalizado y se hizo conocido como Edinburgh's Disgrace.
- 1827]]-1828: iglesia de St Stephen, en la St Stephen's Place, Silvermills, Edimburgo
- 1830-1832: para el Royal College of Surgeons of Edinburgh, el Surgeons' Hall, en la Nicolson Street, Edimburgo.
- 1846-1850: New College, Edimburgo.
- 30 de agosto de 1850: el príncipe Alberto de Sajonia-Coburgo-Gotha, esposo de la reina Victoria puso la primera piedra de la Galería Nacional de Escocia. junto a la Real Academia Escocesa.
- 1859:  La Real Academia Escocesa abrió al público dos años después de la muerte de Playfair.

William Henry fue el que invento las graficas de líneas y de barras aunque ya se usaban pero no eran como las de ahora en la actualidad